# Bergslagssten

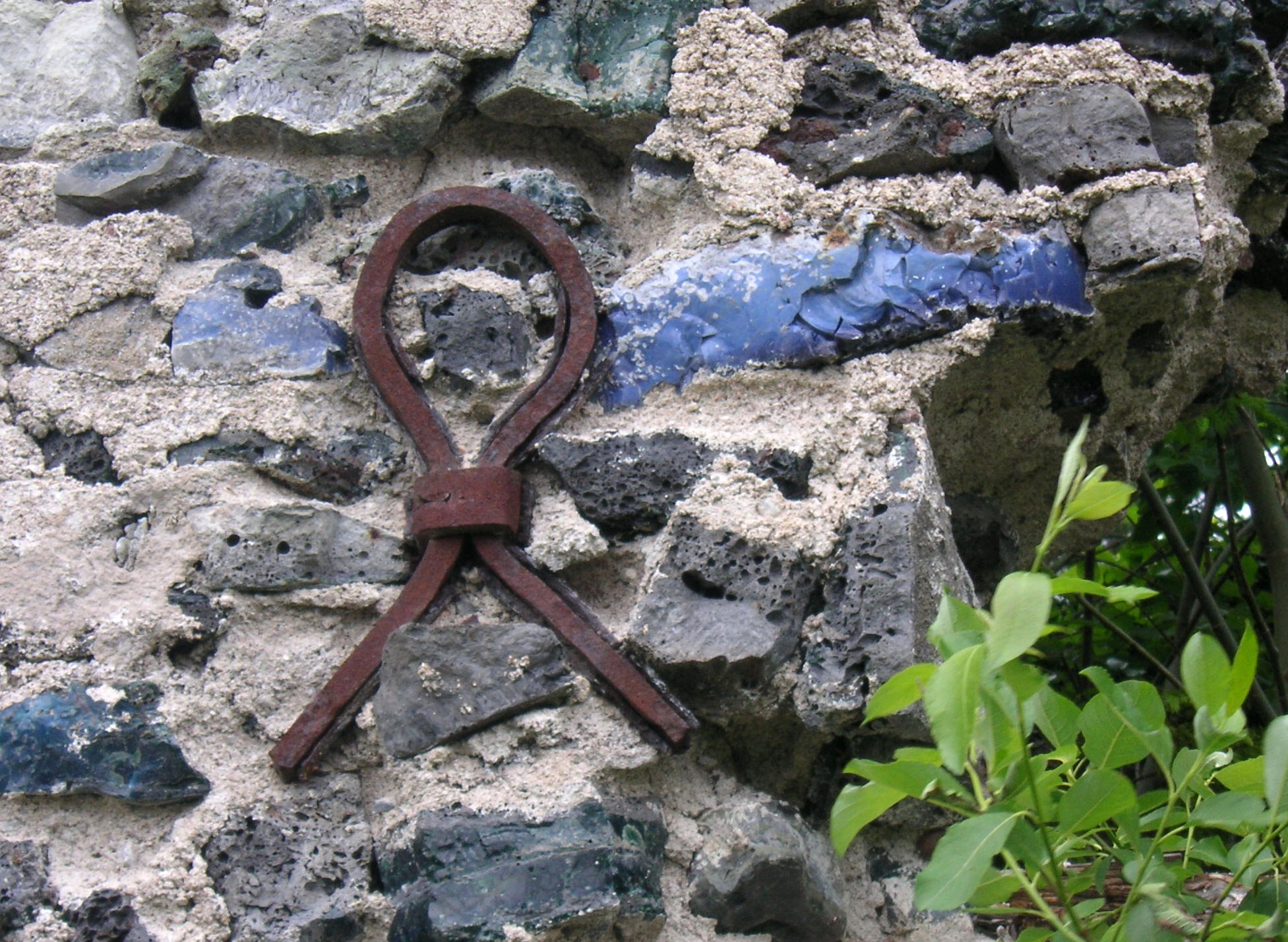
Ankarjärn och bergslagssten i "Slaggstensslottet", Norhyttan

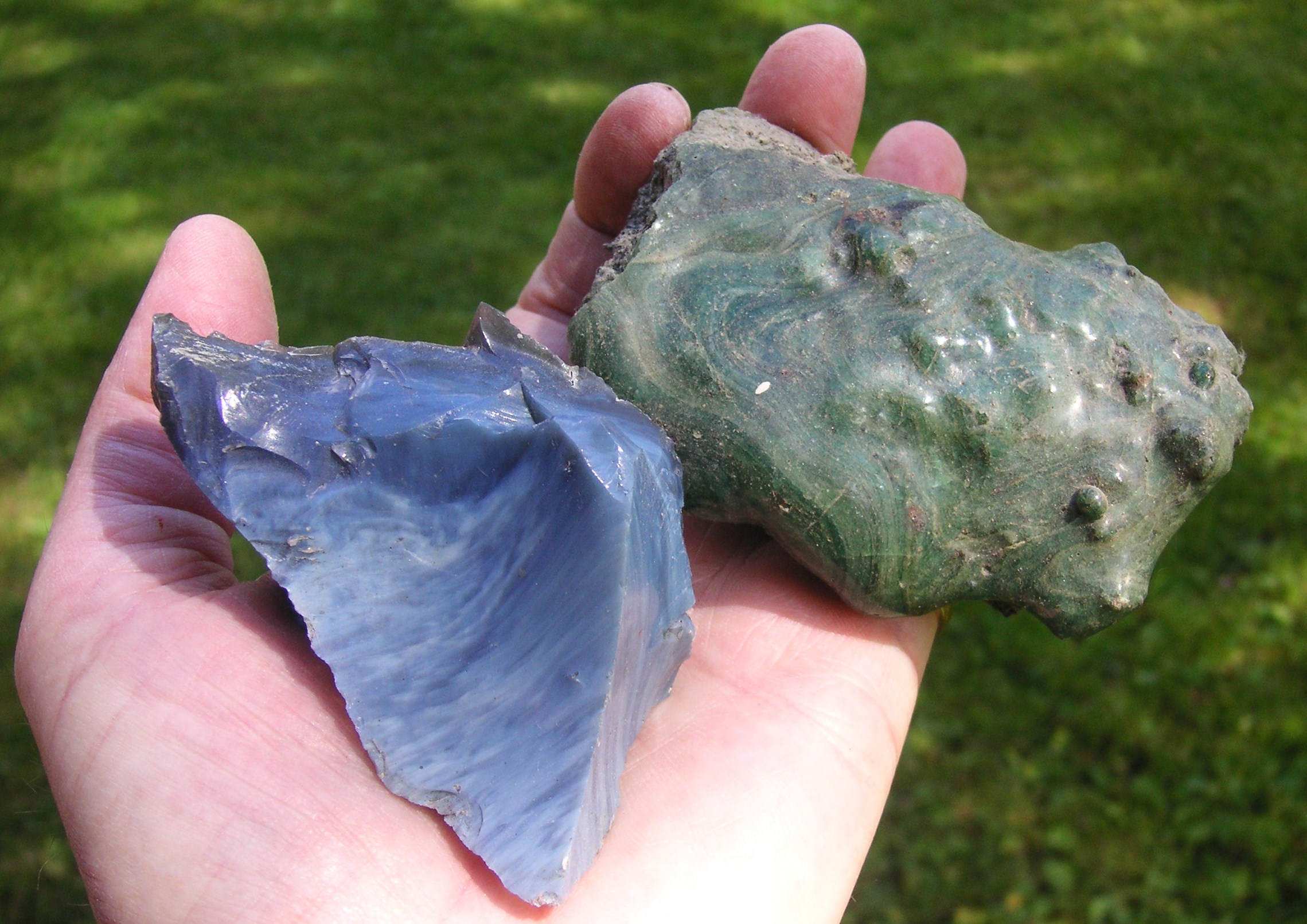
Blå och grön bergslagssten

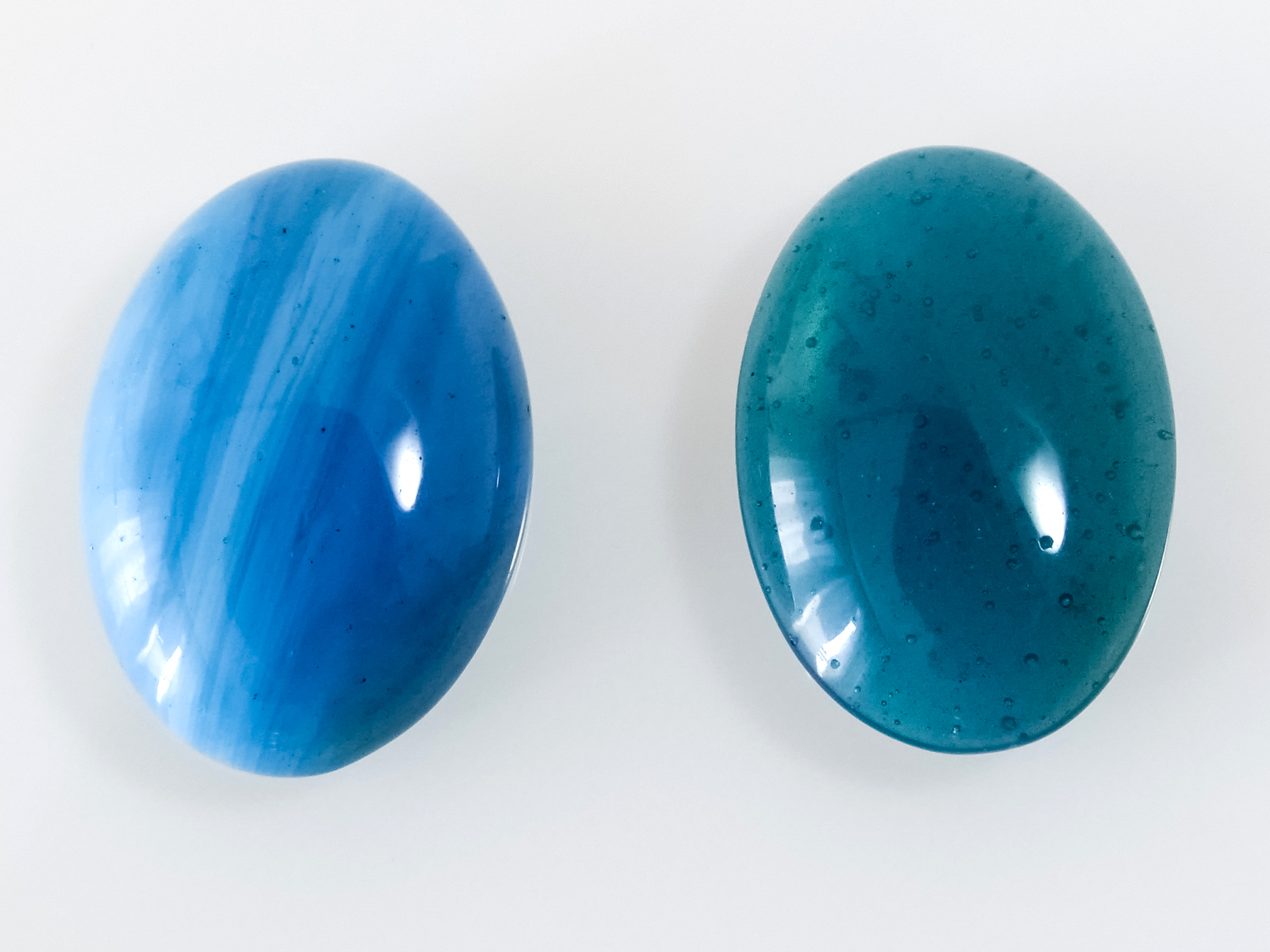
Två ovala bergslagsstenscabochoner.

Bergslagssten kallas slaggen som är en restprodukt vid järnframställningen på 1700- och 1800-talen. Bergslagssten bildas då ugnen har tillräckligt hög temperatur för att förglasa malmen. I äldre slagg syns ibland enstaka spår av förglasning, och även i modern slagg förekommer ofta mindre ofullständigt förglasade partier.
Bergslagssten är slaggen som bildas vid metallsmältning. Slaggen flyter överst på smältan och tappas ut ur masugnen före metallen. Slaggen finns i alla möjliga färger och strukturer. Det som utmärker bergslagssten är just färgen och konsistensen. Färgen kan skifta från ljusblå över klarblå och mörkblå via grön till svart. Utseendet beror bland annat på vad den innehåller för mineralämnen. Strukturen är glasliknande och spröd.
Av slaggen göts slaggtegel, där den flytande slaggen leddes direkt från ugnen i sandformar, se slagghus.
I modernare tid gjorde man även kalkslaggtegel av slaggkorn och kalk. Man grusade vägar, isolerade husgrunder och gjorde slaggull av bomullsliknande trådar som användes till isoleringsmaterial. Men det fick man sluta med sedan det visade sig att arbetarna fick lungorna förstörda av de fina slagg-glasnålarna. Av basisk masugnsslagg och bränd kalk gjordes cement och man tillverkade även flaskglas.
Runt om i Bergslagen murades hus av slaggsten och många byggnader står kvar än i dag, till exempel ruinen efter ”Slaggstensslottet” från 1884 vid Norhyttan i södra Dalarna.
Idag muras inga hus längre med slaggsten, men den färgade stenen, särskilt den blåa, används gärna som utgångsmaterial till smycken. Slipad och polerad samt infattad i ädel metall blir bergslagssten till en omtyckt souvenir från Bergslagen.